# 7 Letters
Pour plus de détails, voir Fiche technique et Distribution.
7 Letters est un film dramatique singapourien réalisé par sept réalisateurs qui ont réalisé chacun une courte séquence. Sorti en 2015, le film a été produit pour célébrer le cinquantième anniversaire de Singapour.
Le film est sélectionné comme entrée singapourienne pour l'Oscar du meilleur film en langue étrangère à la 88e cérémonie des Oscars (2016).

## Distribution
Segment Bunga Sayang
- Liang Yu Ray Tan : Little Boy
- J. Rosmini : Makcik

Segment Cinema
- David Chua : Fan Fan Law
- Hamidah Jalil : Older Actress
- Poh Huat Lim : Pontianak
- Faizal Abdullah : Round Villager
- Aric Hidir Amin : Slim Villager
- Nadiah m Din : The Actress

Segment GPS
- Rey Phua : Ah Boy
- Hazelle Teo : Ah Girl
- Ge Ping Zheng : Father
- Jin Hua Zhang : Grandma
- Tye Par Mok : Grandpa
- Hui Fang Hong : Mother

Segment Parting
- J.A. Halim : Ismail
- Cheryl Tan : Swee Choo
- Ashmi Roslan : Young Ismail

Segment Pineapple Town
- Nickson Cheng : Kang
- Rianne Lee : Michelle (6 Years Old)
- Rexy Tong : Michelle (Baby)
- Lydia Look : Ning

Segment That Girl
- Sebastian Ng : Ah Cai
- Brien Lee : Ah Fa
- Josmien Lum : Ah Shun
- Yan Li Xuan : Caiyun

Segment The Flame
- T. Sasitharan : Father
- Fatin Amira : Helper
- Nithiyia Rao : Leela
- N. Vighnesh : Mani